# Paura di nessuno
Paura di nessuno è il terzo album in studio del rapper italiano Amir, pubblicato nel 2008 dalla Prestigio Records e da La Grande Onda.
Questo album è stato premiato come miglior album hip hop indipendente al Meeting delle etichette indipendenti 2009.

## Tracce
1. La tregua è finita
2. Svegliati! (feat. Daniele Vit)
3. Non sono un immigrato
4. Se alzi gli occhi al cielo (feat. Joice & Loretta Grace)
5. Cose da dire
6. Una vita così (feat. Babaman)
7. Sono un king
8. Inossidabile
9. Questa è Roma 2008
10. Nato colpevole
11. Per la mia gente (feat. Killa Cali)
12. Siamo liberi (feat. Bassi Maestro)
13. Febbre alta